# مركز بللحمر
مركز بللحمر هو أحد مراكز منطقة عسير، ويقع شمال شمال مدينة أبها على مسافة 68 كيلاً. بها من الدوائر الحكومية: دفاع مدني، محكمة، بلدية، مركز هيئة، شرطة، مكتب بريد، ومكتب تربية بنات. ويقطنها 7003 نسمة.

## الآثار
وادي عياء الواقع بمنطقة بللحمر بخضرته النظرة وجداول الماء المتناثرة به وذو القصور القديمة يرسم لنا لوحة قديمة لم تضف إليها مواد صناعية بل بنيت من واقع الطبيعة: الحجر، الخشب، الطين، مقاومة للظروف الطبيعية ونجدها حصوناً حصينة لأي ظروف اجتماعية.
ومن بين الآثار الموجودة في بللحمر المقابر القديمة والتي تعود إلى مئات السنين وتتكون المقابر من أدوار ما بين 2- 3أدوار صغيرة تعرف عند أهالي المنطقة ب«الرسوس» وتزخرف بأحجار المرو الأبيض وما زالت هذه المقابر تحتفظ حتى الآن بجمالها التشكيلي والتكويني.

## المنتوجات الزراعية
تعتبر بللحمر بلداً زراعياً من الدرجة الأولى نظراً لتشكل واختلاف تضاريسها وأبرز المحاصيل الزراعية القمح والشعير والذرة والعدس والفواكه والخضروات بجميع أنواعها ويتم تسويقها في الأسواق المحلية وتزخر بها المنطقة عامة والوادي الأخضر بالماوين.

## الأسواق الشعبية
كما هو متعارف فالأسواق الشعبية الأسبوعية هي ملتقى رئيسي لأهالي المنطقة تؤمها كل القبائل والمراكز المجاورة لتبادل البيع والشراء وتبادل الأخبار وتبادل المشورة ومن أبرزها:
1. سوق السبت: ويقع في ديار البهشة بقرية الأقفية بللحمر امام جامع الأقفية ومحطة ال سفر وتم افتتاح السوق في 22/8/1434ويعد أكبر الأسواق من حيث النشاط والبيع والشراء ويتوافد عليه الناس للبيع والشراء في الأغنام الأبل والسمن والعسل والتمر وبعض منتجات المنطقة الزراعية.
2. سوق حشحش: ويقع سوق حشحش في منتصف قرى الماوين، وهو أيضاً في وادي الماوين التي تعتبر منطقة وسط لبللحمر، ويقام سوق حشحش في يوم الخميس وتأتيه الناس من جميع القرى المجاورة ومن البوادي، ويعتبر سوق الماوين أقدم سوق في بللحمر، وقد اندثر ولم يعد يقام.
3. سوق الحيمه: ويقع سوق الحيمه في قرية الحيمة ويقام يوم الثلاثاء ويعتبر حالياً من أكبر الأسواق الشعبية في المنطقة، وقد حظي بشعبية واسعة ويقام من عصر يوم الاثنين حتى يوم الثلاثاء، ولا يزال قائماً حتى الآن.
4. سوق بيحان: من أهم الأسواق في بللحمر ويقام في كل يوم خميس ولا زال قائماً حتى الآن ويجمع البادية والحضر ومن الحجاز ومن تهامة لموقعه الاستراتيجي.
5. سوق الخميس: يقع هذا السوق في قرية لثب ويجتمع به الناس للبيع والشراء في الغنم والسمن والتمر وبعض منتجات المنطقة ويكون في صباح كل خميس من كل أسبوع.
6. سوق الأربعاء: يقع هذا السوق في قرية بهوان ويجتمع فيه الناس للبيع وشراء في الغنم والإبل وغيره.

## الأودية والسدود
من الأودية المشهورة:
- وادي فرشاط - وادي الضحى - وادي الماوين - وادي بهوان -وادي المضيق- وادي عبل - وادي حضرب - وادي مره - سد وادي خضار - سد وادي الماوين - سد الحفاة بآل زيان - سد الغرابة الملتقى بوادي ال حسين وآل عمر- وادي ذات يومين بقرية شظى ووادي صلحلح في بلاد البهشه وبني ثعلبه.

## التراث الشعبي
تعتبر المأكولات الشعبية في بللحمر متميزة لاختلافها من قرية لأخرى سواء في النكهة أو طريقة الصناعة ومن الأكلات الشعبية المشهورة بها بللحمر: العريكة والعصيدة والمقرص (بتشديد الراء)وخبز البر.
أما الرقصات الشعبية فتؤدى في الأفراح والأعياد والمناسبات العائلية ومناسبات كبار الزوار للمنطقة فأصبحت تراثاً مميزاً ومنها في بللحمر: العرضة والمداقيل، الخطوة واللعب والقزوعي ببني ثعلة.

## السياحة في بللحمر
من أهم المنتزهات:
1. وادي عياء يقع في الجهة الشرقية الشمالية لبللحمر ويمتد إلى وادي بيشة مرورا بمنطقة بللسمر ويمتاز بآثاره القديمة التي تعود إلى مئات السنين.
2. وادي خضار «بتشديد الضاد» ويقع في سهول بللحمر ويتميز باتساعه ويكثر فيه الطلعات والرحلات البرية في فصل الصيف والخريف لكثرة الأمطار عليه في هذه الفصول.
3. منتزه ومطل آل مشاعر: ويقع في الغرب من «صبح» ويمتاز بجباله الشاهقة وقممه التي تعانق السحاب في منظر خلاب.
4. منتزه ومطل آل كامل: وهو مُطل منخفض عن بقية الجبال المحيطة به ويشرف على سهول تهامة ويقع في الشمال الغربي من «صبح».
5. منتزه وشعف آل عزة: وهو منتزه يطل على سفوح الجبال الخضراء ويمتاز بالزراعة مثل زراعة القمح ويعتبر من أكثر المنتزهات اخضراراً طوال العام.
6. منتزه شعف بيجان وآل معلوي: وهذا المنتزه يقودك عبر خط مسفلت بين أودية جميلة تنساب فيها جداول الماء التي تمتد بين أشجارها لتوصلك إلى جبل تكسوه الخضرة ينتهي بك إلى عقبة «الجعدة» التي توصلك إلى محافظة محايل.
7. منتزه وادي مرة: ويقع في إقليم تهامة ويمتد هذا الوادي حتى يصب في مياه البحر الأحمر كما أنه يمتاز بأشجار السدر والمياه الجارية.
8. عقبة الجعدة لعل ما يؤرق الأهالي هناك طريق عقبة الجعدة الموصلة إلى تهامة وعسير وصولاً إلى محافظة محايل، بوجودها اختصرت مسافة 170 كلم للنزول إلى إقليم تهامة ليستغرق عابرها الوقت إلى 15 دقيقة من أعالي جبال الحجاز إلى سهول تهامة.